# Gibasis gypsophila
Gibasis gypsophila är en himmelsblomsväxtart som beskrevs av Billie Lee Turner. Gibasis gypsophila ingår i släktet Gibasis och familjen himmelsblomsväxter. Inga underarter finns listade.